# Branchinella ornata
Branchinella ornata är en kräftdjursart som beskrevs av Daday 1910. Branchinella ornata ingår i släktet Branchinella och familjen Thamnocephalidae. Inga underarter finns listade.